# Heike Tillack
Heike Tillack (* 6. Januar 1968 in Blankenburg (Harz)) ist eine ehemalige deutsche Leichtathletin, die auf den 100-Meter-Hürdenlauf spezialisiert war.
Sie nahm 1985 an den Junioreneuropameisterschaften in Cottbus teil und gewann die Silbermedaille über die Hürden und Gold mit der 4-mal-100-Meter-Staffel der DDR. Bei den Juniorenweltmeisterschaften im folgenden Jahr stellte sie in Athen am 18. Juli 1986 mit 13,10 Sekunden ihre persönliche Bestleistung auf und wurde damit Juniorenweltmeisterin über die 100 Meter Hürden. Mit der Staffel (Ina Morgenstern, Katrin Krabbe, Britta Beisbier, Heike Tillack) gewann sie in Griechenland Silber.
Nach der Wende lief sie bei den Deutschen Meisterschaften 1994 in Erfurt auf Platz drei. In der Halle gewann sie 1996 in Karlsruhe die Deutsche Meisterschaft über 60 Meter Hürden.
Die gelernte Industriekauffrau startete für Bebel-OS Blankenburg, BSG Lok Blankenburg, SC Magdeburg, TSV Kirchhain und MTG Mannheim.